# Taduhepa
Taduhepa (hur. Tadu-Hepa lub Tatu-Hepa, ur. ok. 1366 r. p.n.e.) – mitannijska księżniczka, córka króla Tuszratty i jego żony, królowej Juni, żona faraona Amenhotepa III, a później Echnatona, najprawdopodobniej była tą samą osobą, co Kija, a więc być może była także matką faraona Tutanchamona.

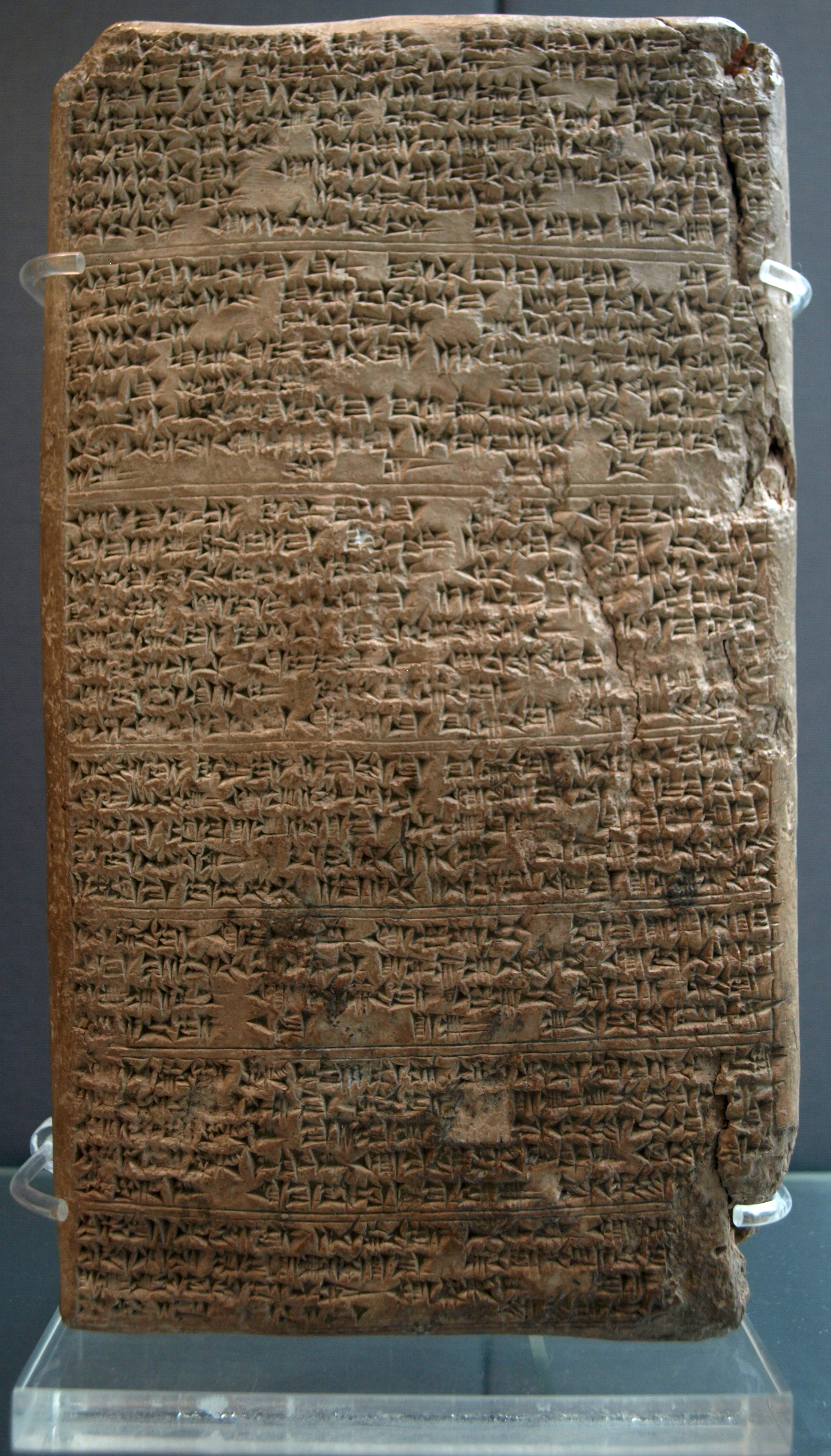
Tabliczka z tekstem w piśmie klinowym będącym listem króla mitannijskiego Tuszratty do faraona egipskiego Amenhotepa III z propozycją małżeństwa pomiędzy faraonem a córką Tuszratty Taduhepą; jeden z listów z Amarna; ok. 1350 p.n.e.; zbiory British Museum (WAA 29791).

Została wysłana z Mitanni na królewski dwór tebański pod koniec rządów Amenhotepa III, a więc niedługo przed rokiem 1351. W zamian za nią jej ojciec, Tuszratta zażądał od faraona złotego posągu naturalnych rozmiarów, będącego jej realną podobizną (ku ukojeniu tęsknoty za córką) i wielkich ilości złota (gdyż, jak napisał w liście do faraona "w kraju mego brata złoto jest w większej obfitości niż kurz"). Ok. 1351 została żoną lub konkubiną czterdziesto- lub pięćdziesięcioletniego Amenhotepa III, który wkrótce potem zmarł. Taduhepa została więc jedną z drugorzędnych żon nowego władcy Echnatona. Niektórzy uczeni identyfikują ją jako Kiję, która była według źródeł i osobistych tytułów najbardziej ukochaną żoną Echnatona, gdyż jako jedyna dała mu męskiego potomka – Tutanchamona.
Oprócz tego, Taduhepa bywa też identyfikowana z królową Nefertiti.